# Cathédrale de la Visitation d'Augsbourg
La cathédrale de la Visitation d'Augsbourg est une cathédrale catholique, siège du diocèse d'Augsbourg, en Bavière, Allemagne.
Sa construction de style roman date du XIe siècle, avec des ajouts gothiques du XIVe siècle. Avec la basilique Saint-Ulrich-et-Sainte-Afre, elle constitue l'attraction touristique principale de la ville.
Elle mesure 113 m. de long sur 40 m. de large, pour une hauteur de 62 m.

## Histoire
La cathédrale se trouve certainement sur le site d'un édifice du IVe siècle, — pas nécessairement une église —, dont les fondations ont été fouillées sous le niveau actuel.
L'ancien édifice a été endommagé par les Magyars et a été restauré en 923 par l'évêque saint Ulrich.
La construction romane, commencée en 1043, a été terminée en 1065. Les deux tours, visibles de toute la ville, ont été achevées en 1075. De nombreux éléments architecturaux de style gothique, comme le chœur ont été rajoutés entre 1331 et 1431.
Pendant la Réforme protestante, la cathédrale a perdu une bonne partie de ses œuvres, dont quelques-unes ont été restaurées.
L'intérieur, qui avait été aménagé en style baroque au XVIIe siècle, a retrouvé son apparence médiévale au XIXe siècle avec des éléments néogothiques.
L'église a subi des dommages durant la Seconde Guerre mondiale. Plusieurs évêques y sont enterrés, dont Mgr Josef Stimpfle (1916-1996).

## Description
Les deux clochers de la cathédrale sont visibles depuis une grande partie du centre-ville. Hauts de 62 m, ils comptent parmi les plus hauts bâtiments de la vieille ville, avec la basilique Saint-Ulrich-et-Sainte-Afre et la tour Perlach (de).
La cathédrale mesure 113,25 m de long et la nef 38,70 m de large. La hauteur de la nef centrale est de 17,80 m et celle du presbytère du chœur oriental est de 28 m.

### Extérieur

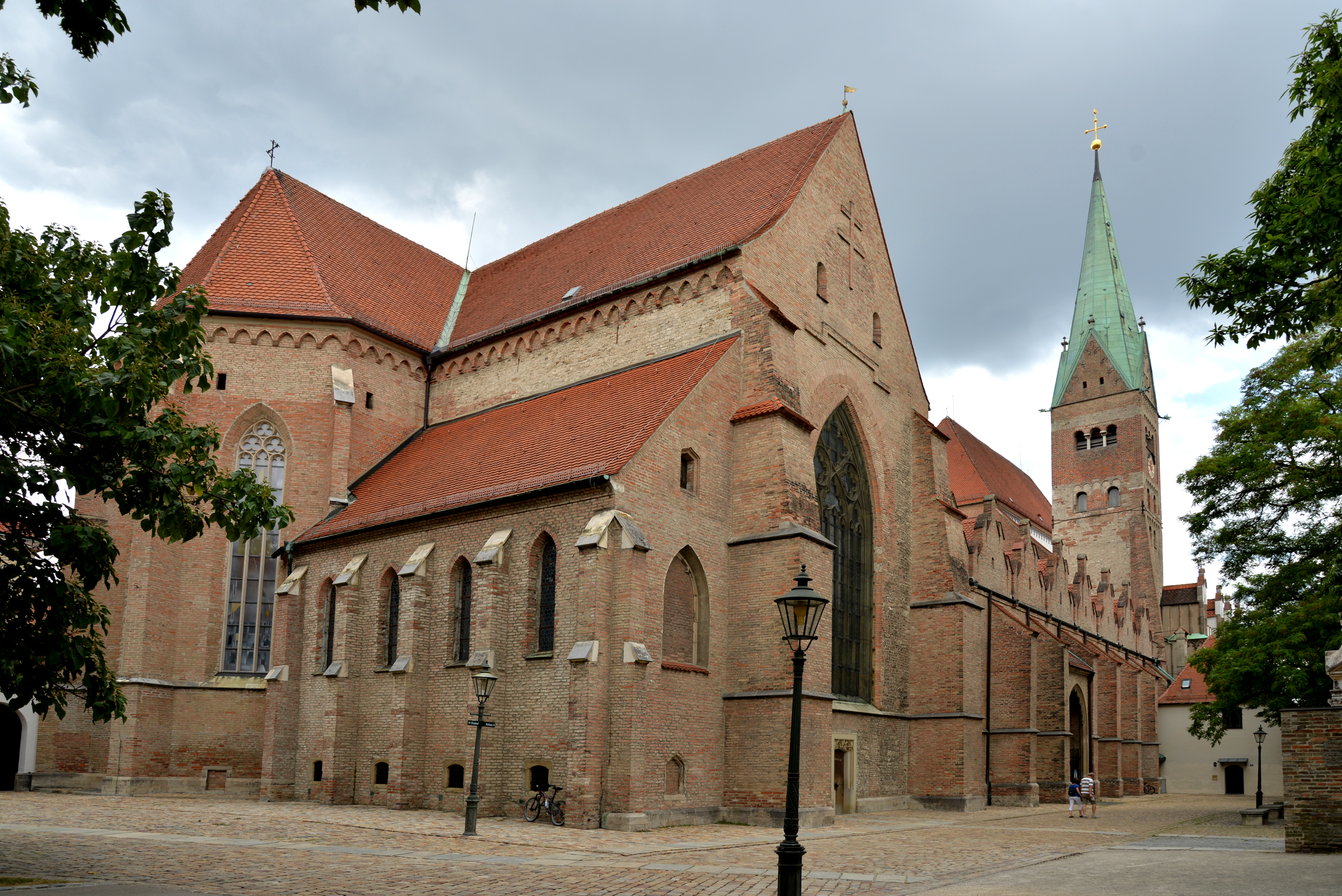
La cathédrale vue de l'ouest.

La cathédrale d'Augsbourg est une longue basilique à cinq nefs, avec un déambulatoire à l'est et un chœur à nef unique à l'ouest. L'abside ouest est précédée d'un transept. Les deux tours romanes devant le chœur oriental, construites en moellons, sont structurées par des bandes de pilastres et des frises d'arcs. Le couronnement est formé de hautes flèches à pignons triangulaires.
Les doubles bas-côtés du côté sud de la nef, en briques crues, sont soutenus à l'extérieur par de simples contreforts. Les toits à pignons transversaux au-dessus des voûtes sont cachés derrière des pignons crénelés triangulaires. Le système d'entretoises ouvertes est caché dans l'espace du toit. Les ouvertures des fenêtres d'origine du mur sans ornements de la nef ont été murées.

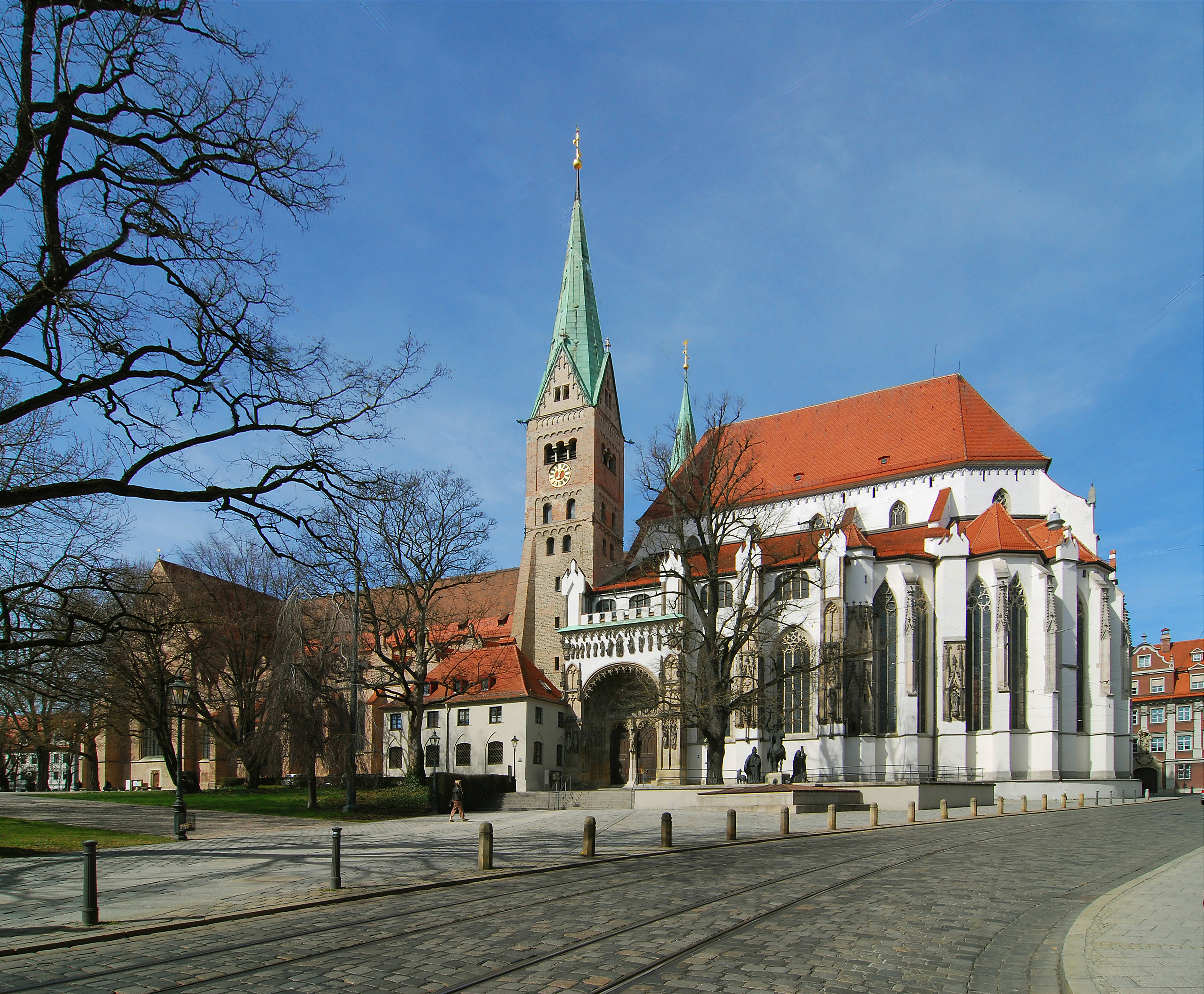
Le chœur gothique et le portail sud.

Le chœur gothique est enduit de blanc. La riche structure architecturale a été laissée en pierre apparente, mais a été en grande partie rénovée. En raison de certains changements de planification, le bâtiment du chœur donne une impression d'inachevé. Le plan suit le modèle de base de la cathédrale française. La partie centrale de la basilique apparaît maladroite, comme une solution d'urgence. Les toits au-dessus des chapelles sont dessinés haut, des contreforts fermés soutiennent la claire-voie au lieu d'arcs-boutants ouverts. Cette disposition du chœur avec sa connexion inorganique entre le déambulatoire et la fin du chœur est particulièrement irritante en raison des surfaces de murs nus, restées sans fenêtres ou éclairées seulement par de petites ouvertures. Comme l'histoire du bâtiment l'a montré, un système d'entretoises ouvertes était initialement prévu, ce qui aurait abouti à un chœur de cathédrale classique à la française.

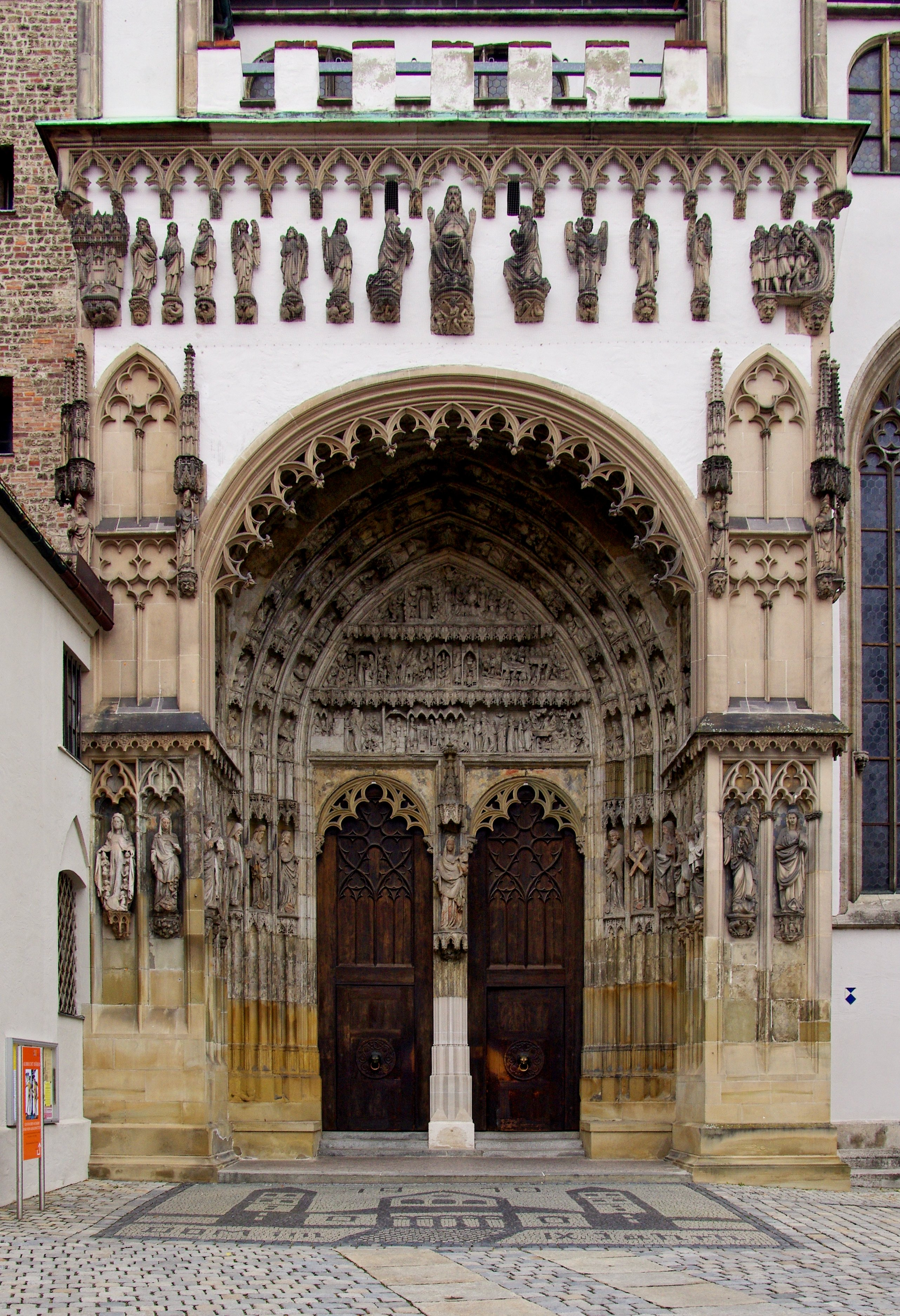
Le portail sud (1360).

Le magnifique portail sud (vers 1356) du chœur, qui porte également la marque du maître d'œuvre Heinrich Parler, fait face à la ville impériale bourgeoise, comme une façade d'exposition. Le vestibule, qui s'étend entre deux contreforts, est structuré de panneaux d'entrelacs et de frises. Des figures d'apôtres se tiennent dans les ébrasements du portail et la Mère de Dieu occupe le pilier central. Le tympan en trois parties montre des scènes de la vie de Marie avec de nombreuses sculptures. L'entrée sud est le système de portail le plus élaboré du XIVe siècle dans le Sud de l'Allemagne. On peut reconnaître des similitudes de conception et d'exécution avec la collégiale Sainte-Croix de Schwäbisch Gmünd. 
Le portail nord, presque entièrement reconstruit, est de conception beaucoup plus simple. Le niveau artistique de l'original ne peut être que deviné. Le tympan d'origine a  été déplacé à l'intérieur de la cathédrale. Il montre l'Adoration des Mages, l'Annonciation et la Naissance du Christ, ainsi que la mort et le couronnement de Marie. Une inscription sur le pilier central date le portail de 1343. Au nord, l'enceinte avec le cloître est accolé à la nef. La Marienkapelle baroque dans l'angle entre le cloître et l'église est accessible depuis le collatéral nord.

### Intérieur

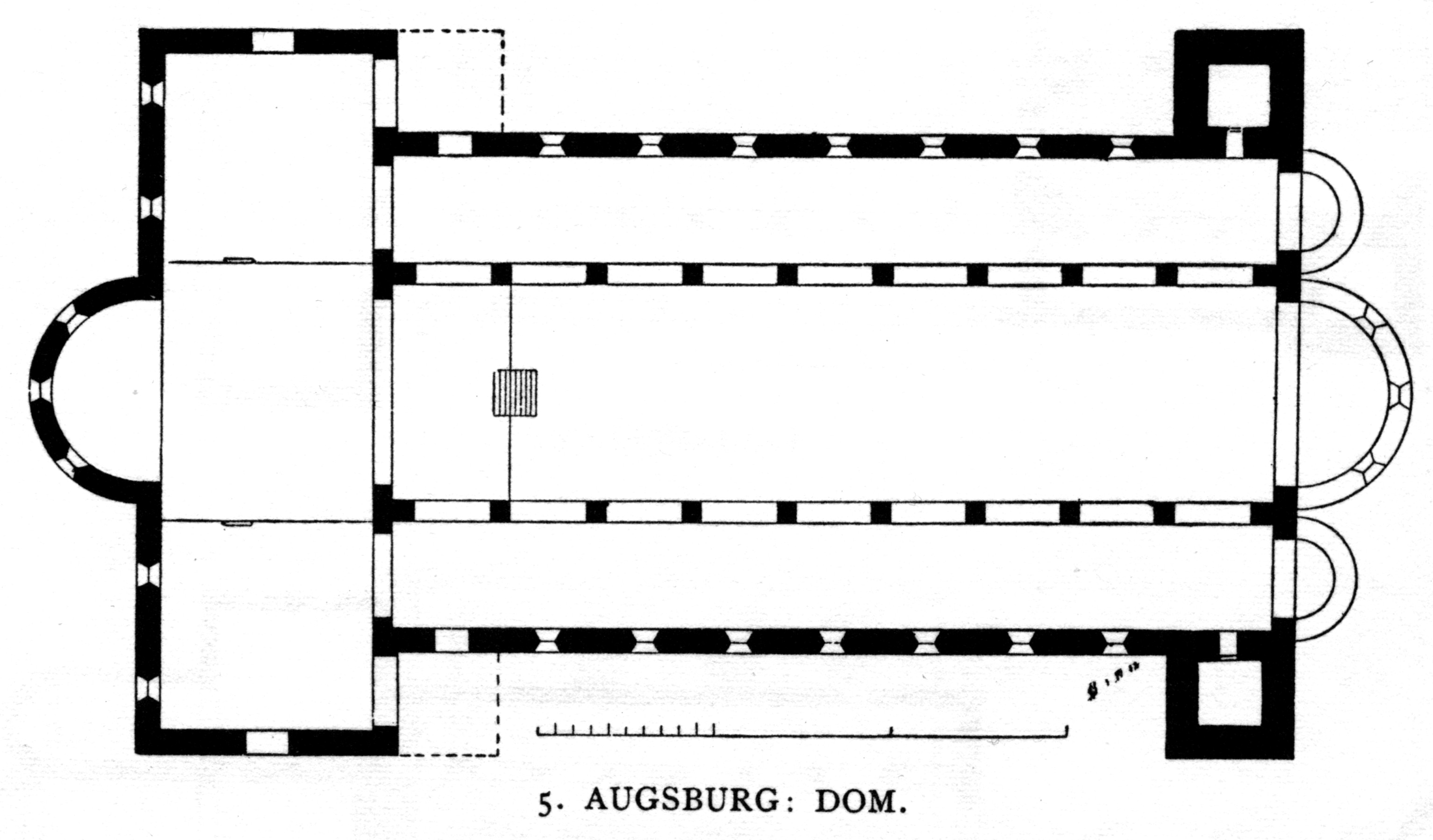
Plan au sol de l'ancienne cathédrale romane, construite
de 995 à 1006.

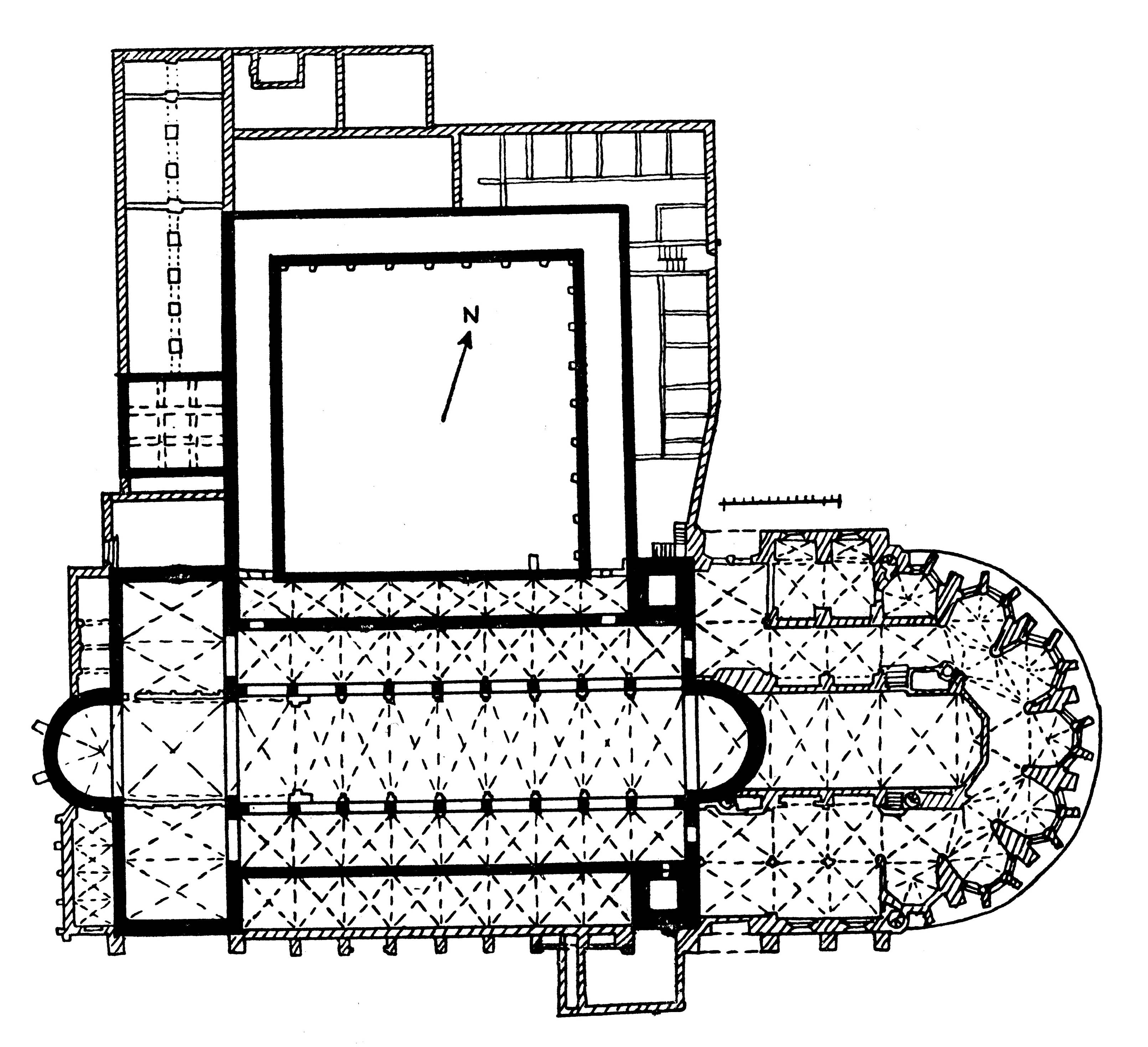
Plan au sol de la cathédrale après agrandissement.

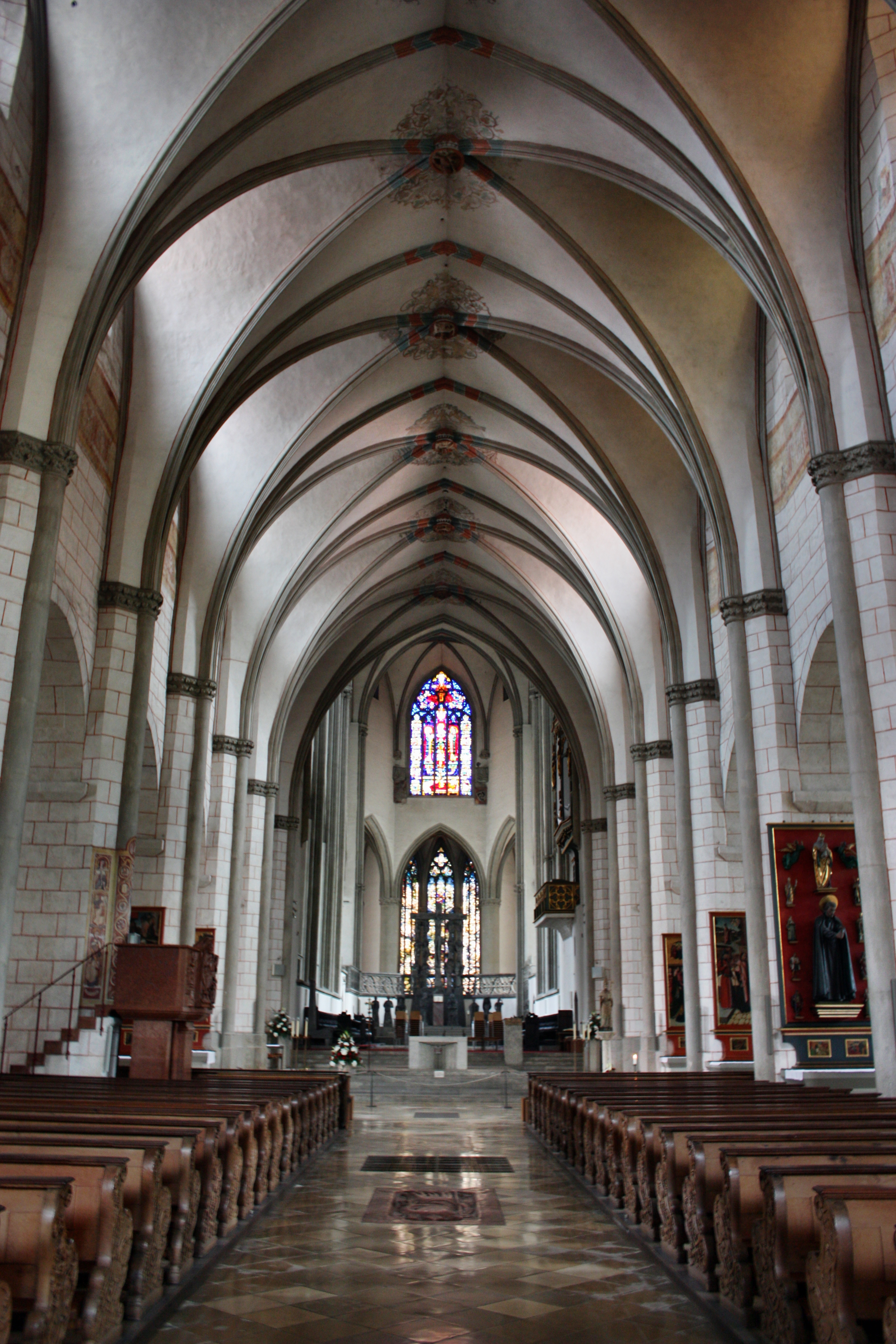
Vue de la nef centrale vers le chœur est.

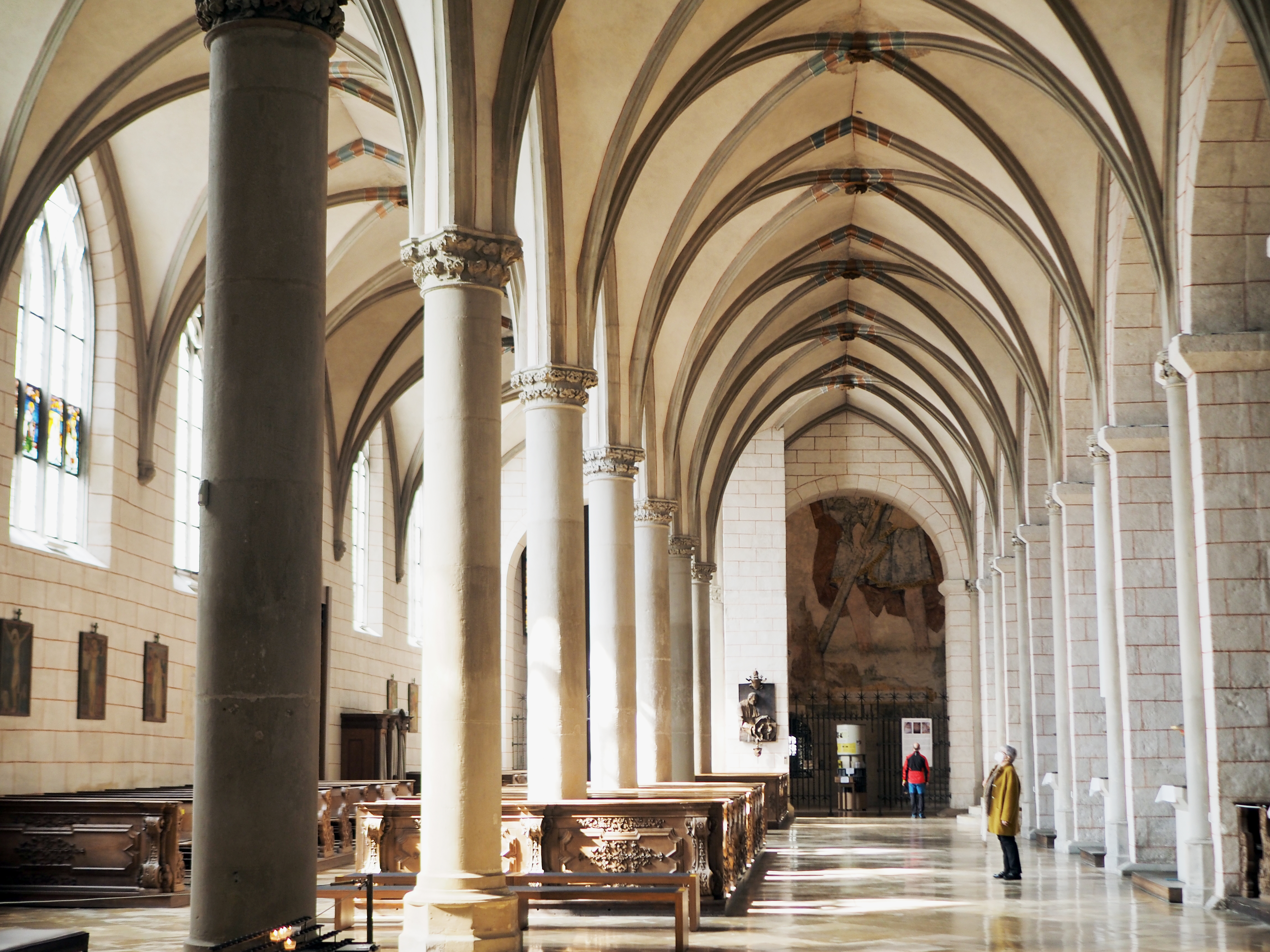
Vue du collatéral sud, vers le mur ouest, avec la fresque de Saint Christophe.

Le portail sud mène à la salle du chœur à deux nefs. A droite se trouve le passage vers les chapelles. Derrière les écrans de chœur en pierre avec leurs balustrades en entrelacs se trouve le presbytère - légèrement surélevé - du chœur est. La voûte d'ogives du haut chœur repose sur de triples dessertes ou consoles à vantaux, la voûte de la tribune sur des dessertes simples. Au nord du déambulatoire, deux chapelles, murées à mi-hauteur, servent de sacristies. La partie haute du chœur est formée de manière inhabituelle par une grande fenêtre à claire-voie à l'est, dont l'effet pictural fait penser à l'architecture cistercienne contemporaine.
La nef centrale est celle de la cathédrale ottonienne de 995, sur laquelle a été ajoutée la voûte d'ogive gothique. Le sommet de la voûte se trouve sous l'ancien plafond plat. Les clés de voûte figuratives montrent les prophètes, un blason, un triton unijambiste et saint Jean. À gauche et à droite se trouvent les salles des doubles nefs, dont les voûtes sont soutenues par des piliers ronds. Les surfaces murales sont divisées par un carré peint en rouge.
Sous le chœur ouest se trouve la double crypte, reconstruite en 1979-1981. Elle est dédiée aux apôtres Pierre et Paul et contient des fragments de fresques des XIIIe et XVIe siècles. Dans la partie ouest la plus ancienne, quatre colonnes soutiennent le plafond. Les voûtes croisées de la crypte orientale à quatre nefs (milieu du XIIe siècle) sont également soutenues par de courtes colonnes.
Le chœur ouest au-dessus est surélevé de quelques marches par rapport à la nef. Les voûtes d'ogives reposent ici sur des consoles à représentations de masques et feuillages. Burkhard Engelberg a créé les écrans latéraux du chœur en 1501. Sous les balustrades à entrelacs se trouvent des panneaux avec de riches compositions de vessies de poisson sur des arcades pointues. Des portails en arc de quille permettent d'accéder au chœur.

Crypte
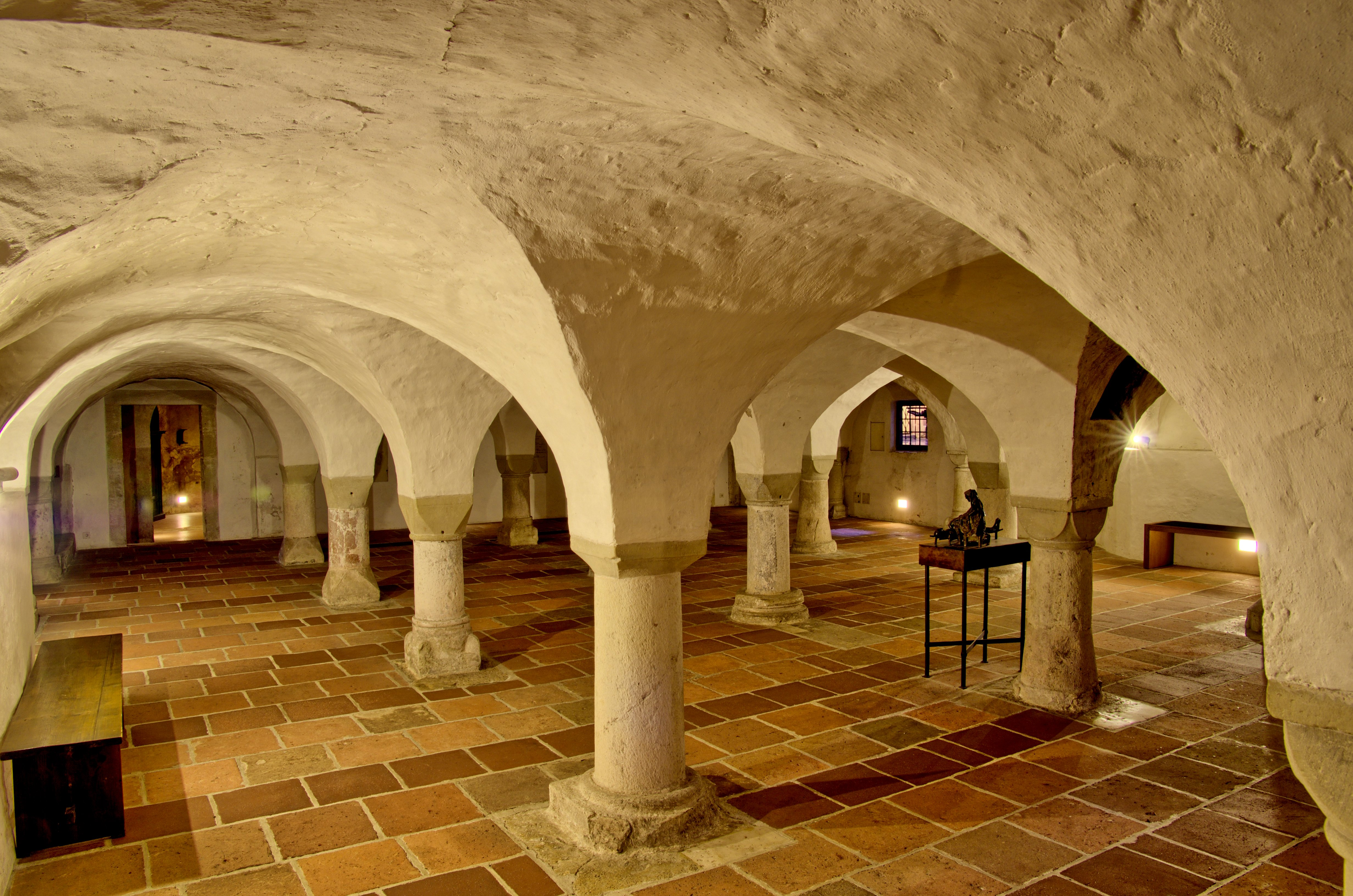
La crypte romane orientale, sous le chœur ouest.
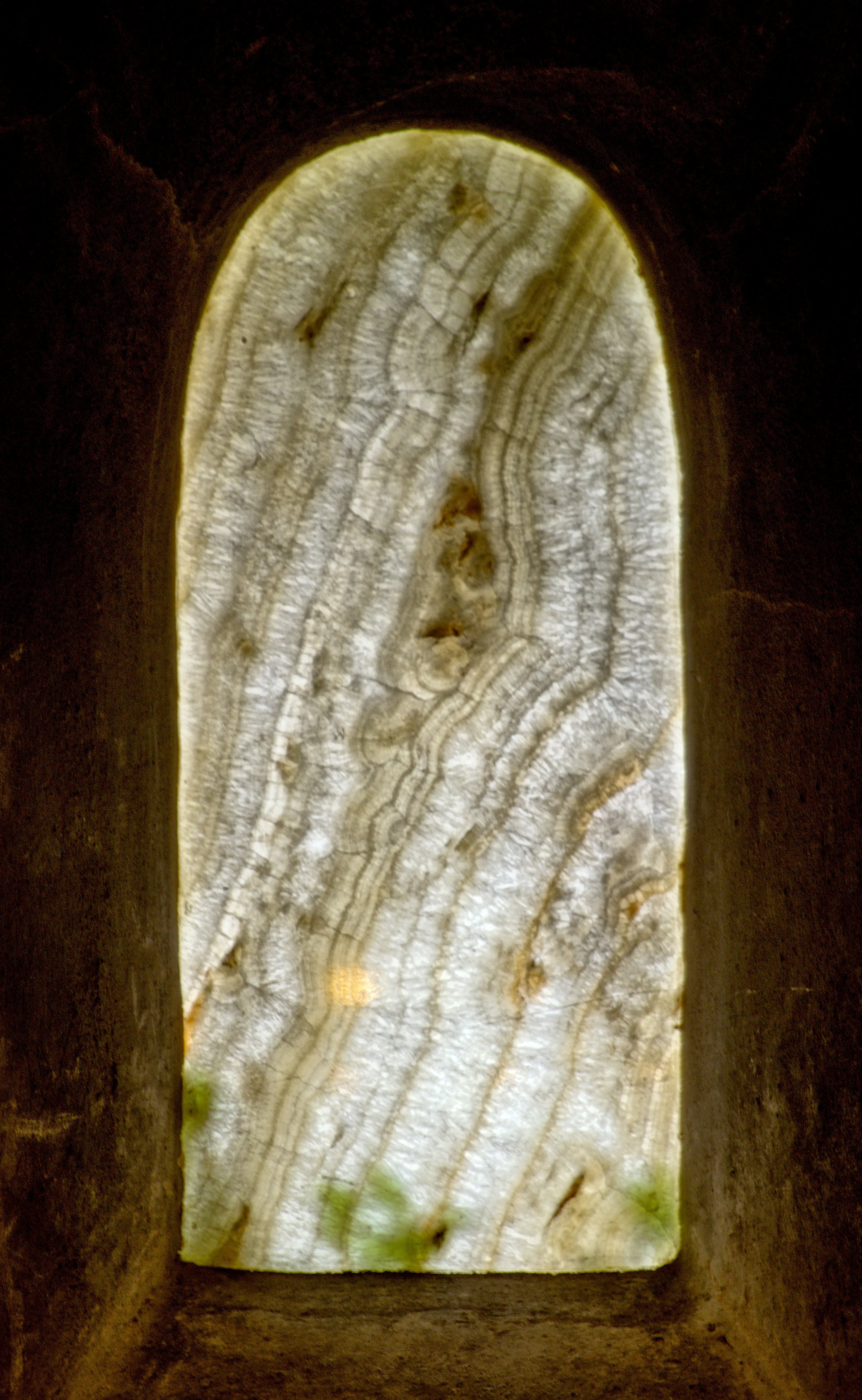
Fenêtre en gypse translucide de la crypte.
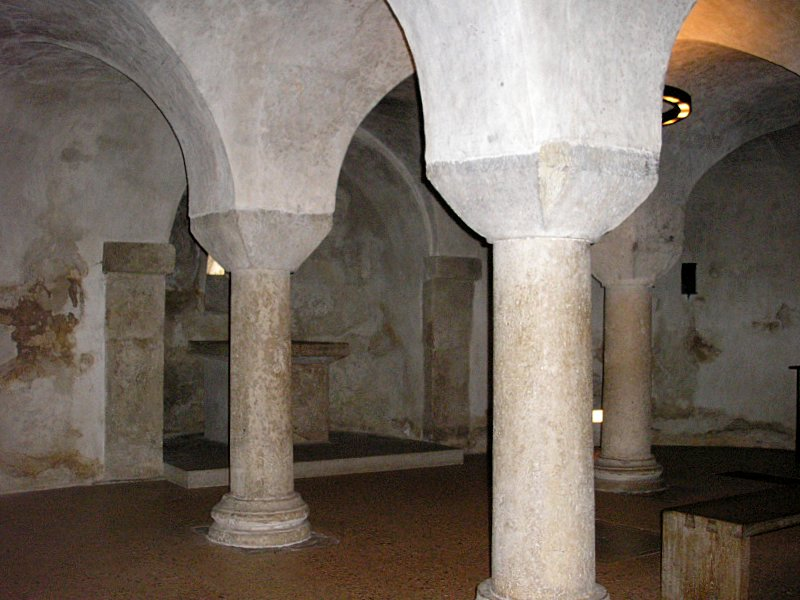
Crypte ouest.
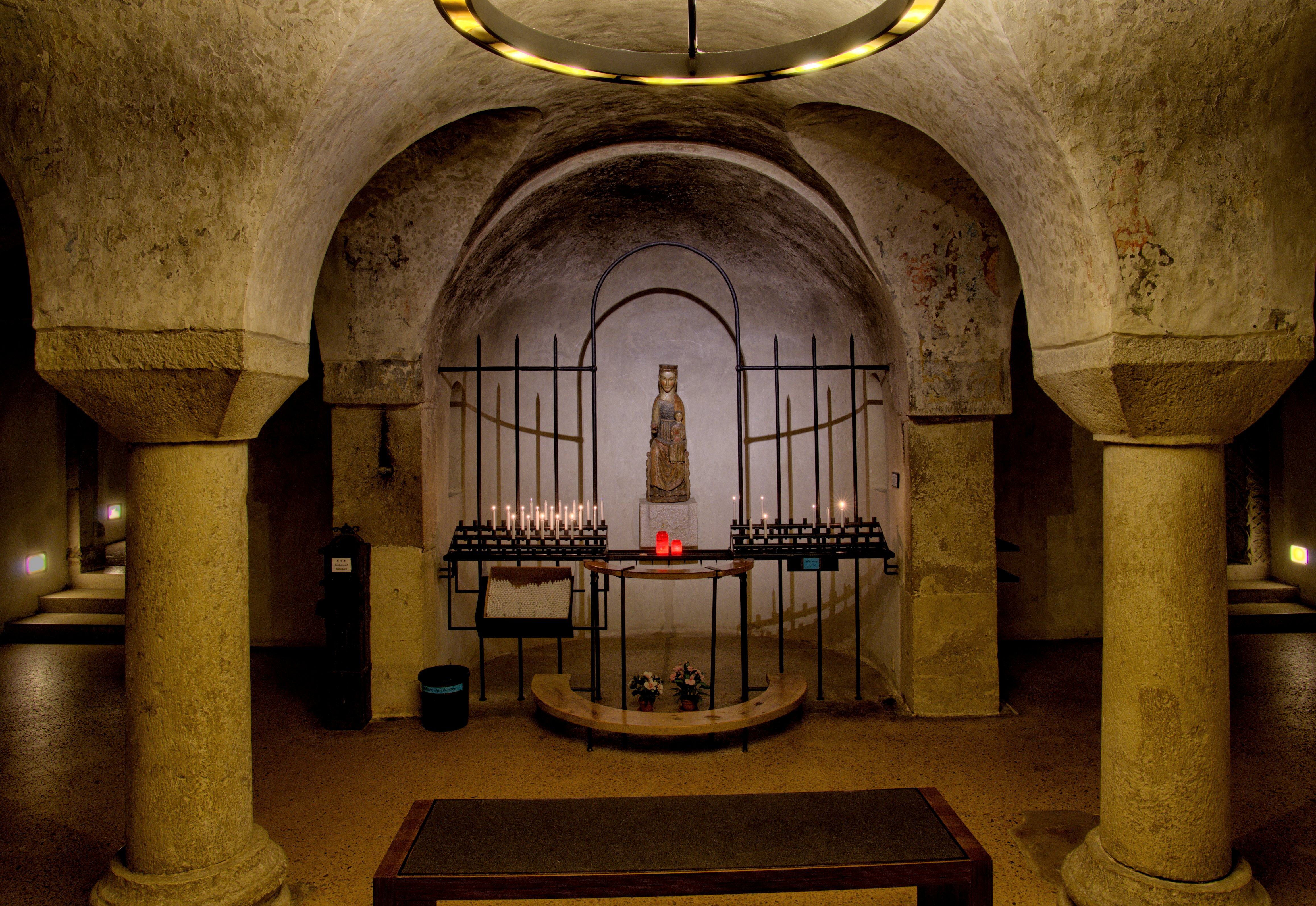
Madone romane (vers 1300) dans la crypte.

## Porte romane en bronze

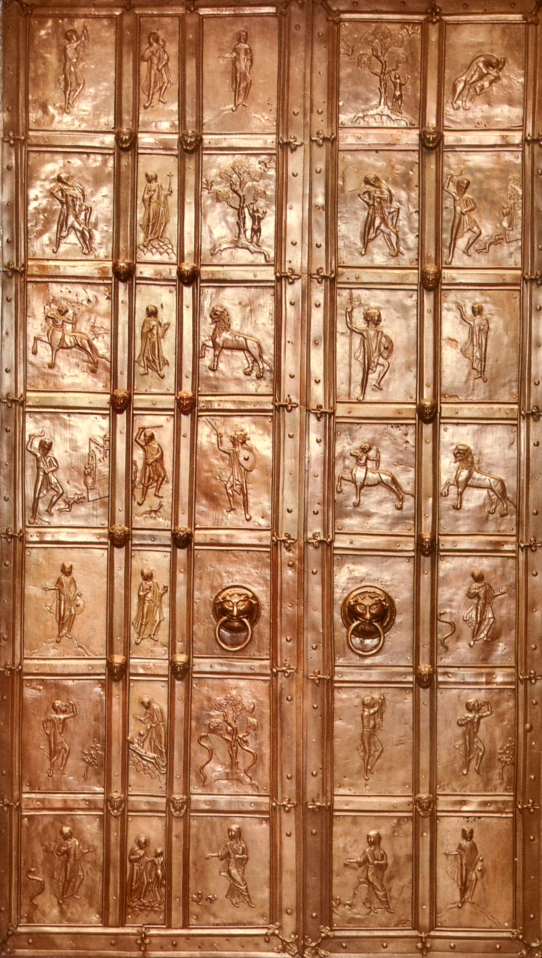
La porte romane en bronze, réalisée vers 1006. Pour l'esthétique de l'ensemble, les panneaux manquants sont remplacés par des copies de panneaux existants. Par exemple, R3 et R4 sont des copies de L4 et L10.

La porte en bronze de la cathédrale d'Augsbourg est l'un des douze portails en bronze romans importants d'Europe et l'un des meilleurs exemples de l'art du moulage médiéval au nord des Alpes.
Le portail, devant être protégé des dégradations par la pollution de l'air, a été transporté en 2002 au Musée diocésain de Sainte-Afre (de) à Augsbourg. La restauration a été achevée fin 2004. Les deux vantaux, de largeurs inégales, sont décorés de trente-cinq reliefs en bronze coulé et, avec la porte de Bernward de 1015 de la cathédrale de Hildesheim sont l'un des plus anciens portails de bronze à scènes figuratives. Le portail d'Augsbourg a probablement été exécuté pour la cathédrale ottonienne, reconstruite entre 995 et 1006, selon la datation récente fondée sur l'histoire de la construction de la cathédrale. Jusqu'alors, le portail était daté du milieu du XIe siècle. L'emplacement d'origine était peut-être du côté est, qui s'ouvrait sur une grande cour.
Le portail d'Augsbourg présente des similitudes avec les portes en bronze italiennes et byzantines. Les concepteurs avaient de toute évidence des connaissances détaillées des portes byzantines similaires. Les scènes sont difficiles à interpréter en raison de parties manquantes. Le sens est mieux compris dans le contexte du symbolisme chrétien : la porte de l'église comme frontière entre le monde terrestre et le paradis céleste, qui n'accorde l'entrée qu'aux justes et rejette les indignes, mais à travers laquelle le Christ lui-même attire les croyants et les pécheurs repentants, conduits à la vie éternelle, entourés de puissances maléfiques qui tentent sans succès de franchir cette frontière et servent d'avertissement aux croyants. Le programme des panneaux, d'aspect antique, dépeint la lutte entre le péché et la rédemption. Les représentations individuelles proviennent de trois domaines thématiques : la Genèse avec la création et la chute de l'homme, et d'autres livres de l'Ancien Testament, considérés comme les précurseurs du Christ (Moïse, Aaron, Samson, David), et enfin la symbolique animale médiévale (lion, ours, centaure, oiseaux, poules). L'interprétation est guidée par des scènes des mois et des saisons, et  des figures de constellations.

Détail des panneaux, vantail gauche.
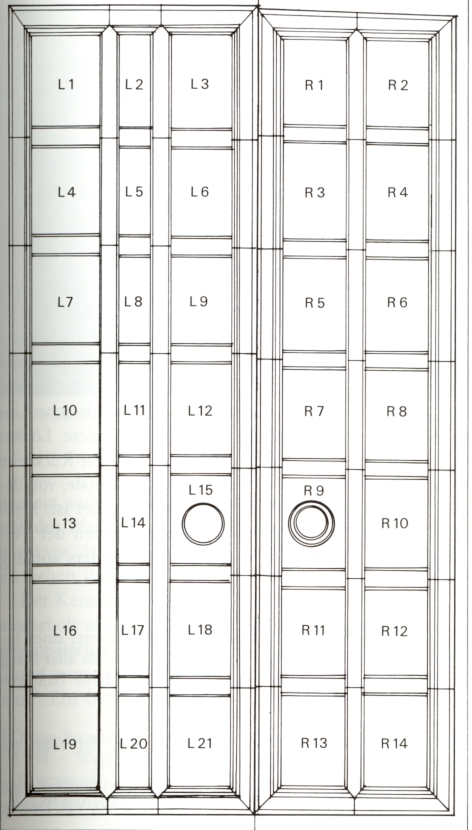
Tableau d'assemblage.
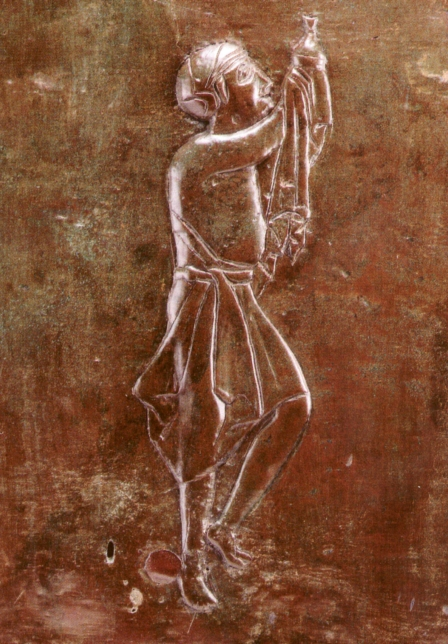
L1. Homme aux mains voilées et vase.
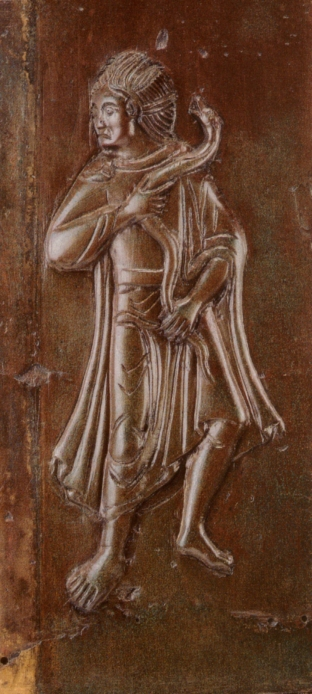
L2. Le serpent redevient le bâton de Moïse.
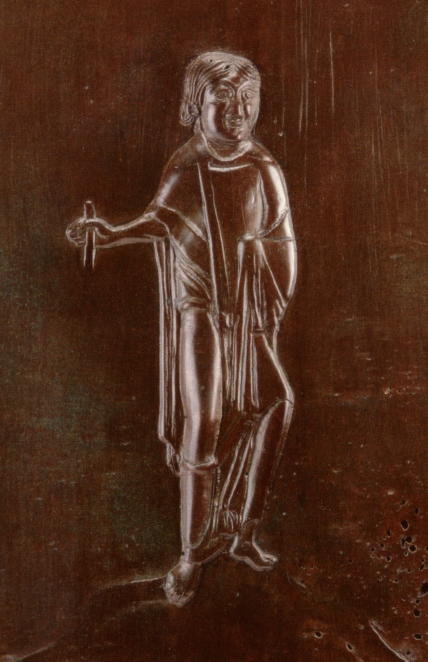
L3. Homme avec un objet non interprété.
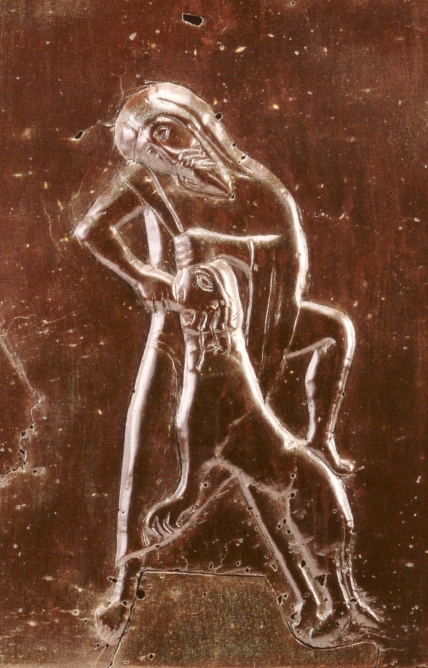
L4. Samson combat le lion.
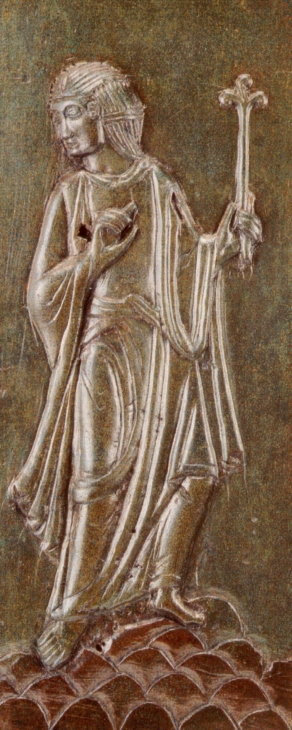
L5. Aaron et le bâton fleuri.
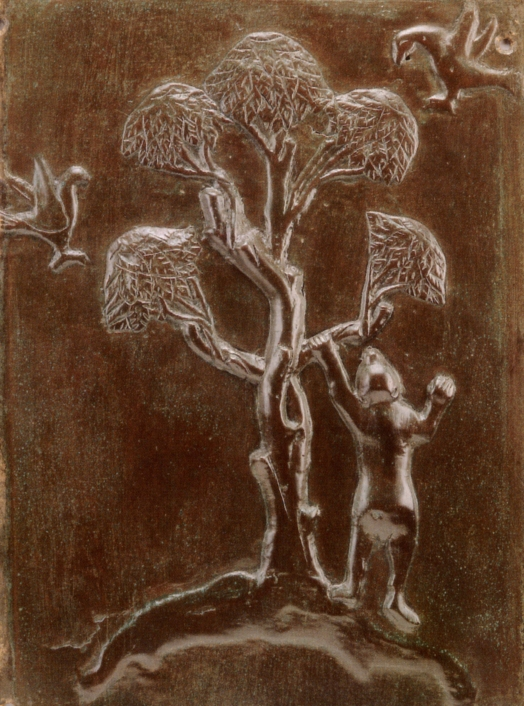
L6. Arbre avec ours et oiseaux.
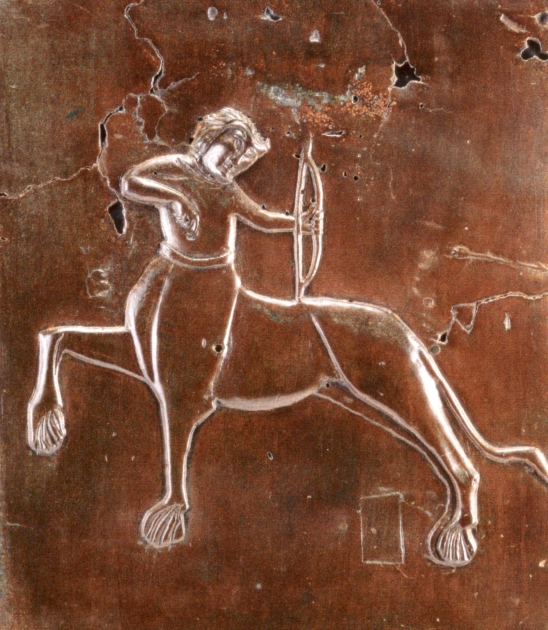
L7. Centaure.
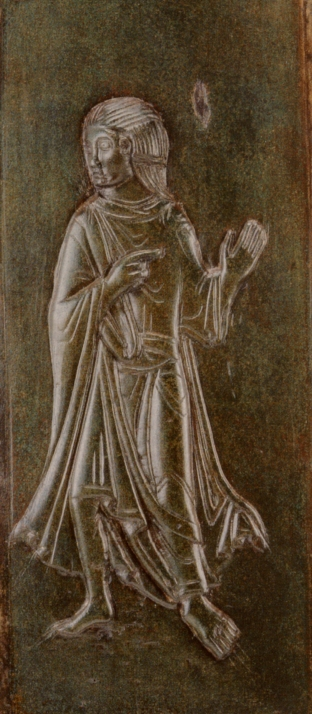
L8. Moïse et la main du lépreux.
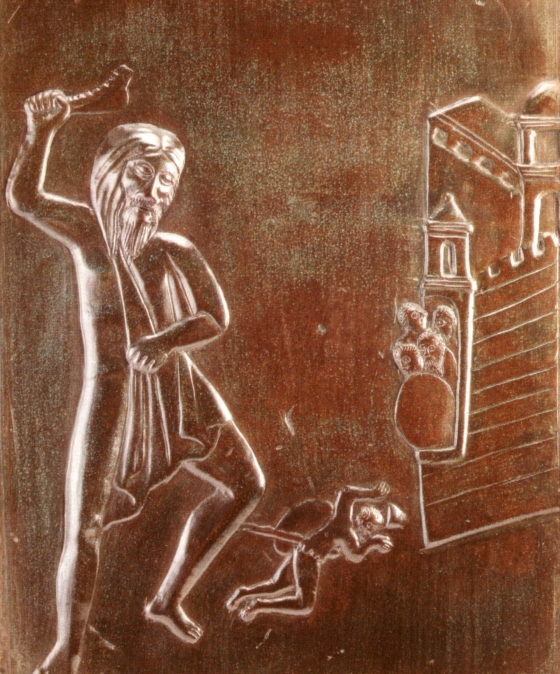
L10. Samson combat les Philistins.
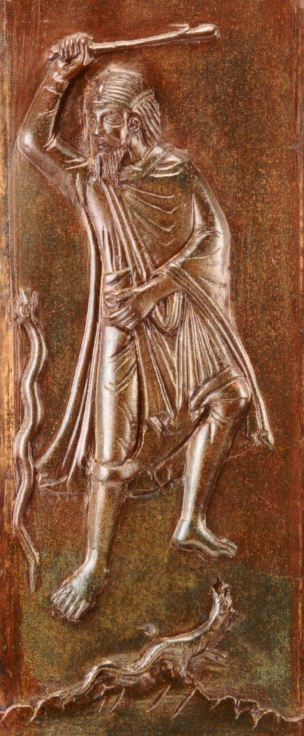
L11. Aaron jette son bâton au sol, qui se transforme en serpent.
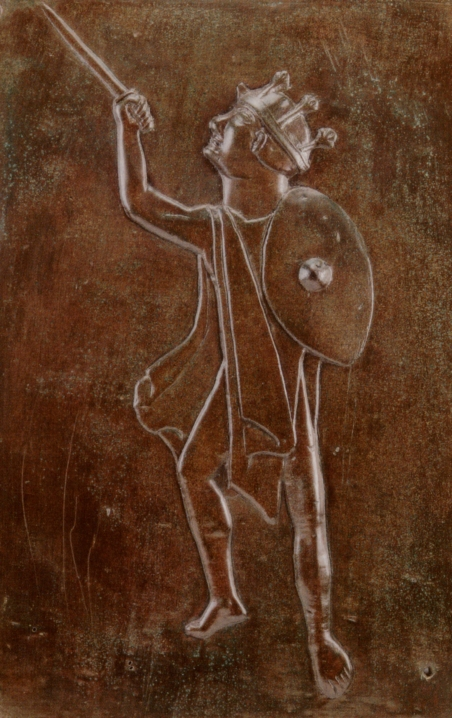
L12. Guerrier avec épée et bouclier
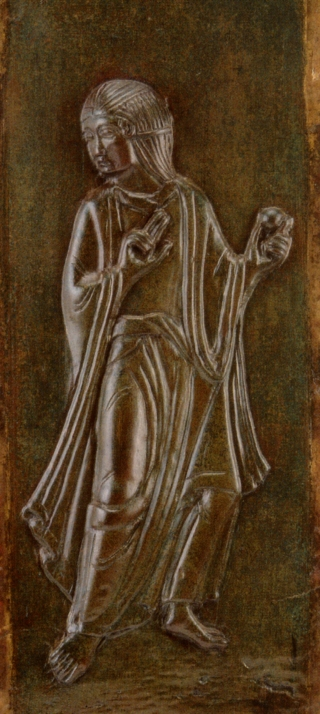
L14. Homme avec balle.
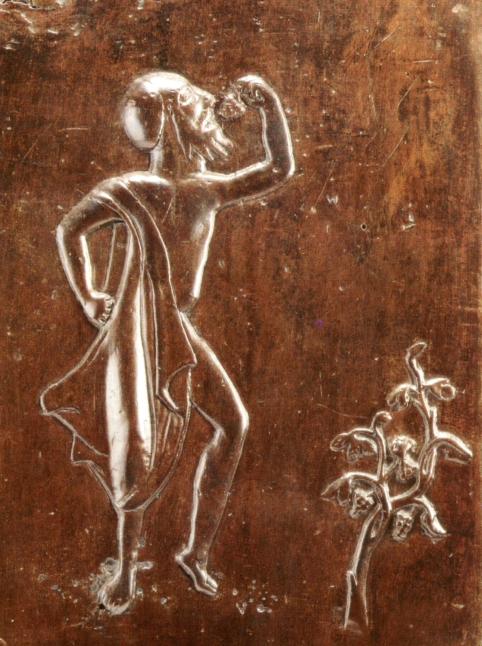
L16. Mangeur de raisin.
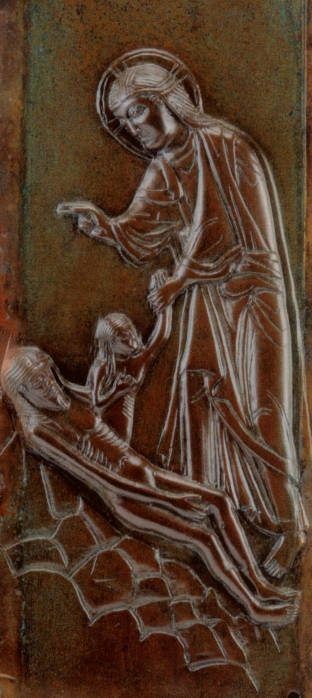
L17. Création d'Ève.
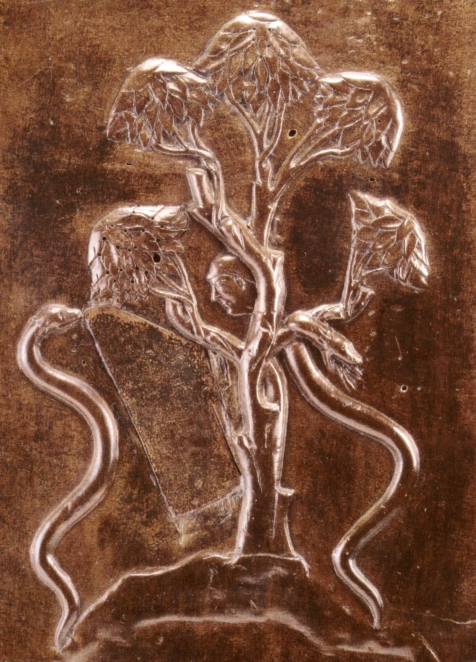
L18. Arbre avec deux serpents et une tête.
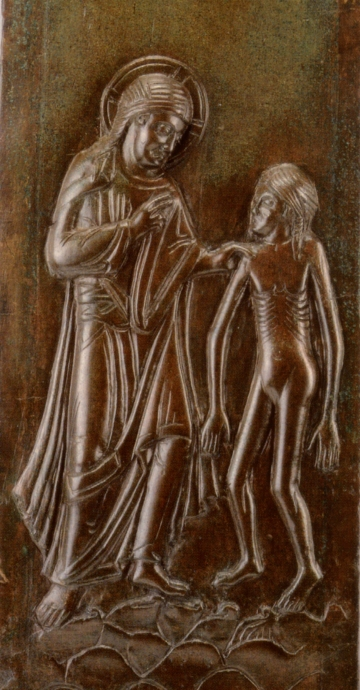
L20. L'âme d'Ève.
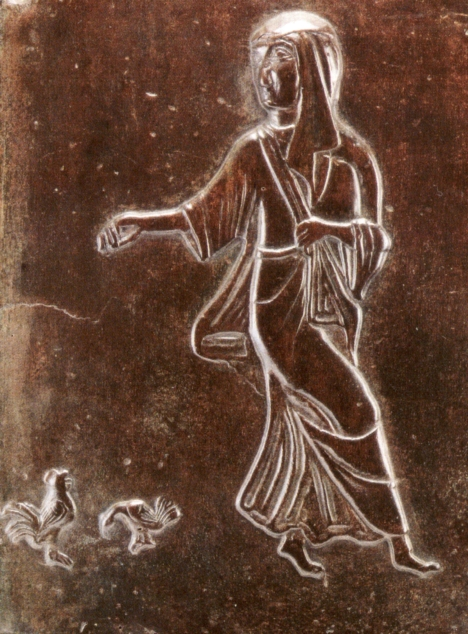
L21. Femme nourrissant des poulets.

Détail des panneaux, vantail droit.
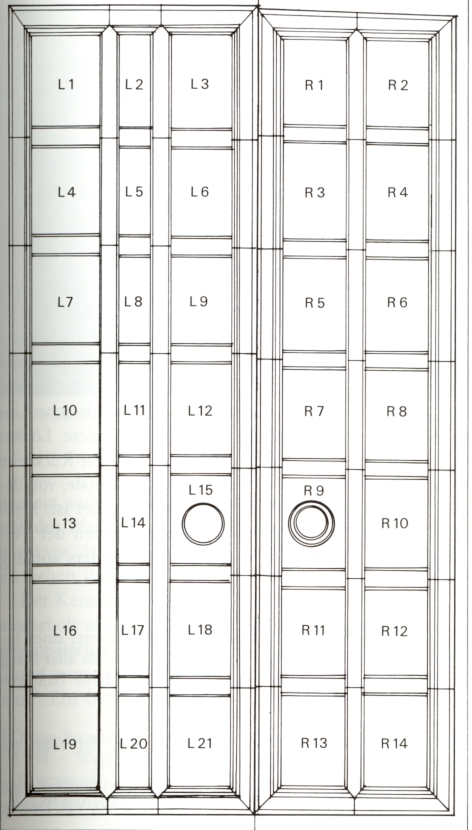
Tableau d'assemblage.
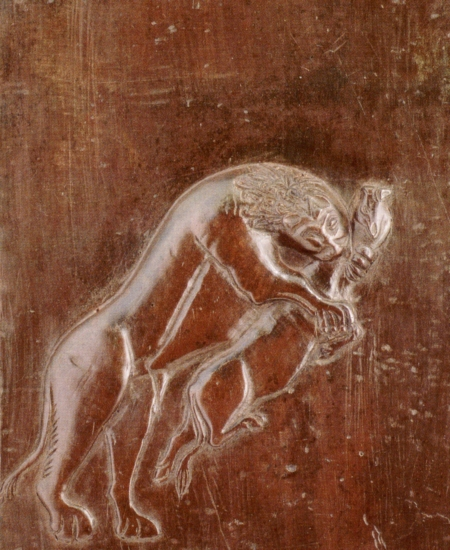
R2. Lion battant sa proie.
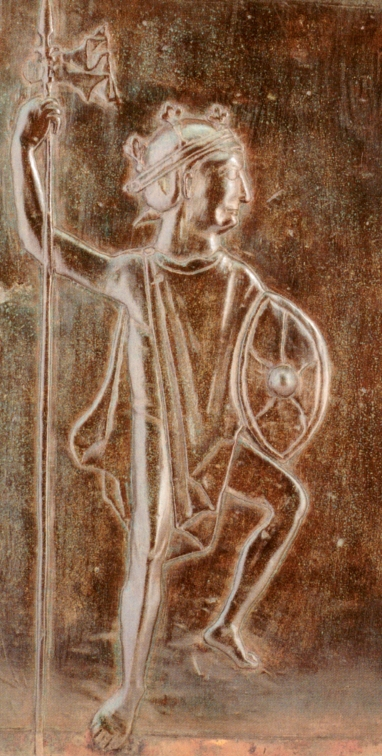
R5. Guerrier avec lance et bouclier.
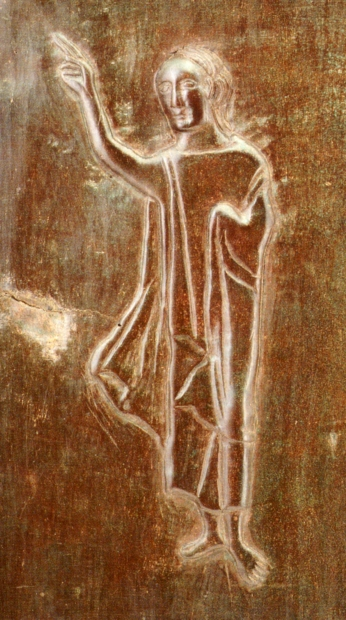
R6. Prophète.
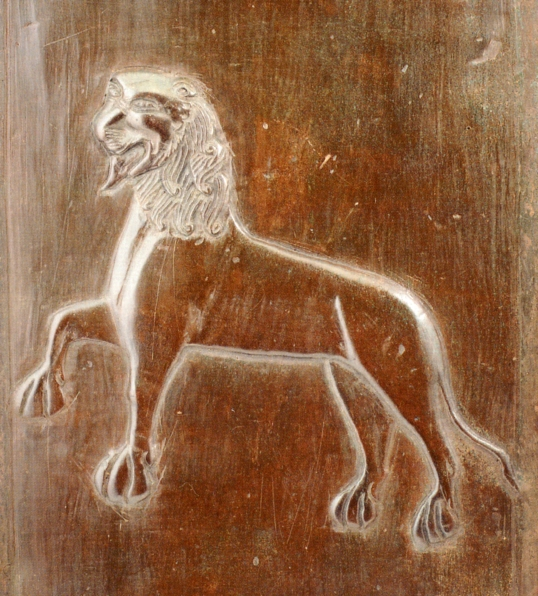
R8. Lion.
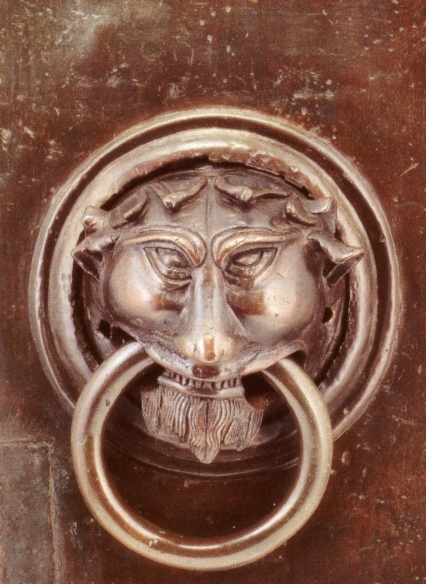
R9. Tête de lion comme anneau de miséricorde et tire-porte.
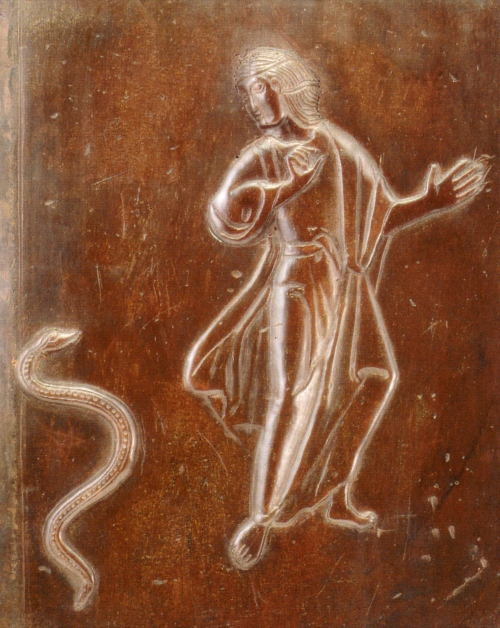
R10. Moïse fuit devant le serpent.
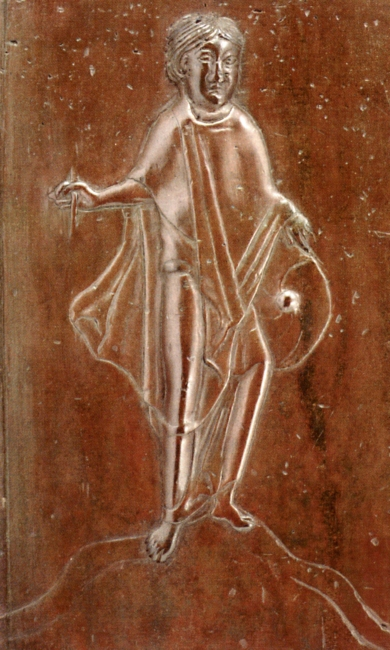
R14. Homme avec bouclier et objet non interprété.

## Vitraux

### Vitraux romans des prophètes
Les cinq vitraux du mur sud de la nef sont le reste d'une série plus importante, peut-être une suite de douze prophètes et de douze apôtres. Les représentations des prophètes Jonas, Daniel, Osée, David et Moïse ont été préservées. La datation du fragment est contestée. Certains historiens de l'art relient les images à l'enluminure du livre de Hirsau dans le deuxième quart du XIIe siècle, d'autres les placent dès la fin du XIe siècle. Le cycle est considéré comme le plus ancien exemple du genre en Europe. Louis Grodecki (1910-1982), l'un des plus grands spécialistes des vitraux romans, comptait ces personnages debout parmi les plus précieux de tout le Moyen Âge. Les fenêtres mesurent environ 2,20 m de haut. Trois des vitraux sont presque d'origine, mais la  représentation de Jonas a été partiellement complétée et, selon des recherches récentes, la figure de Moïse est susceptible d'être en grande partie une reproduction (vers 1550).

Vitraux des prophètes (vers 1135/40)
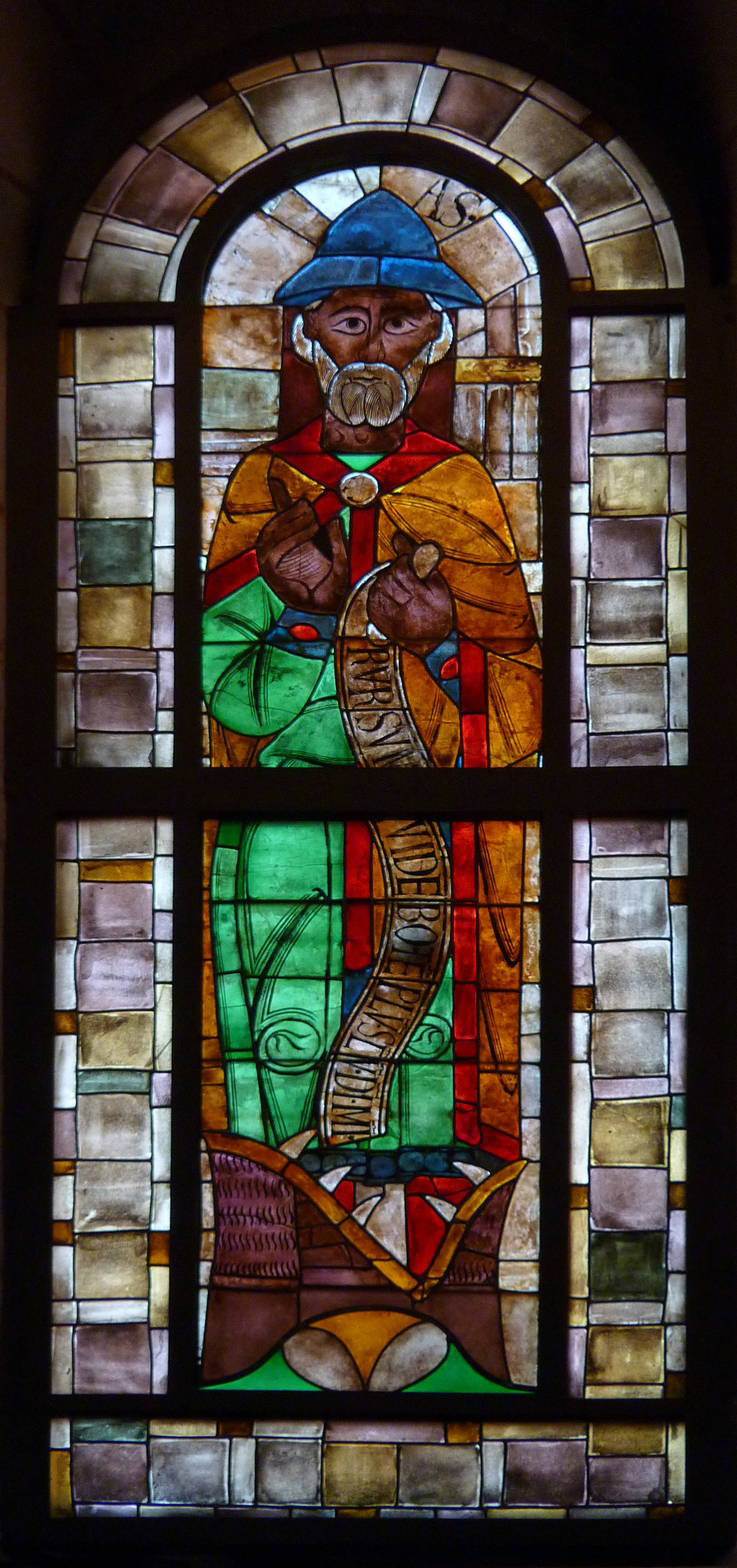
Le prophète Jonas.
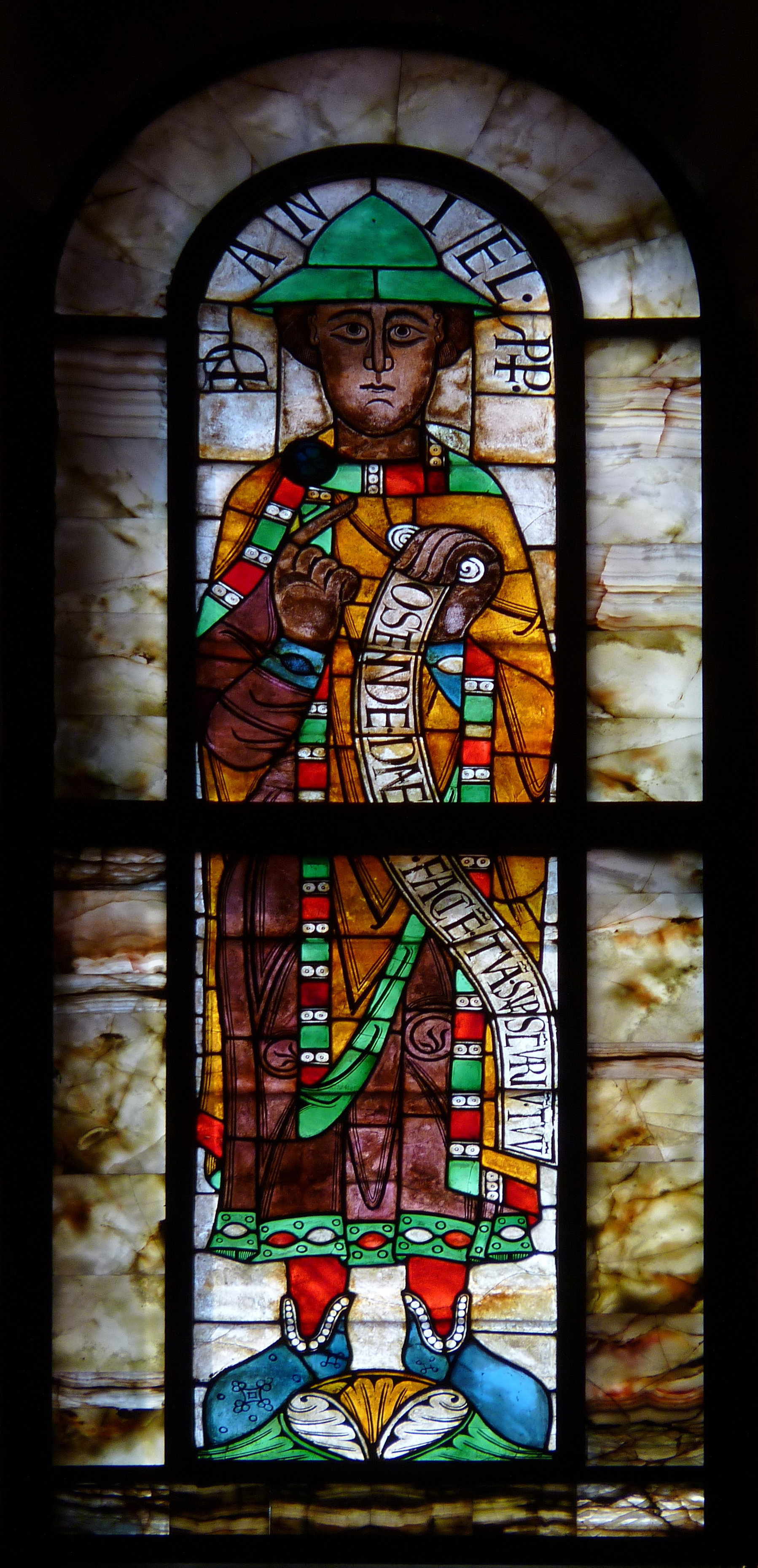
Le prophète Daniel.
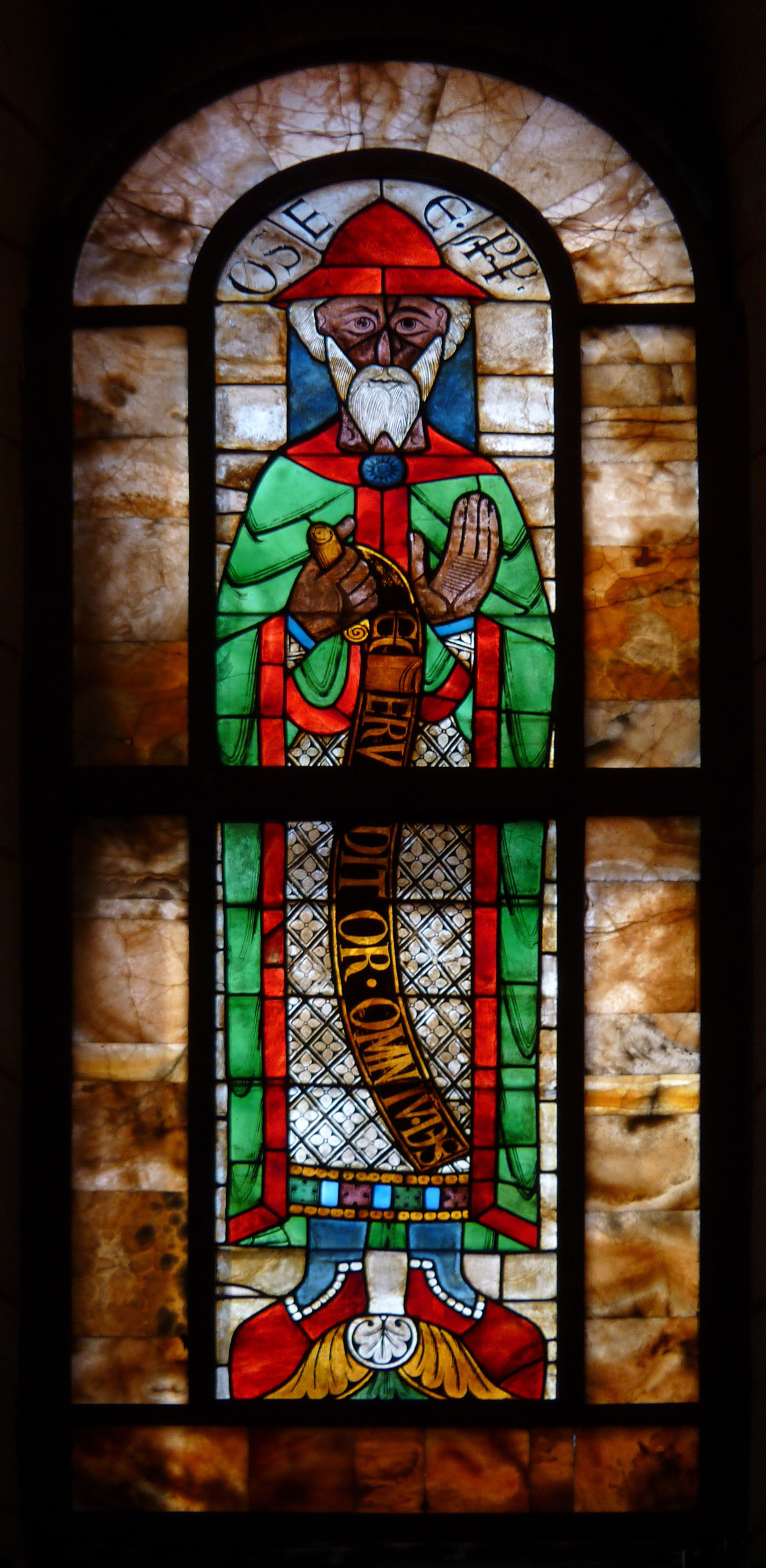
Le prophète Osée.
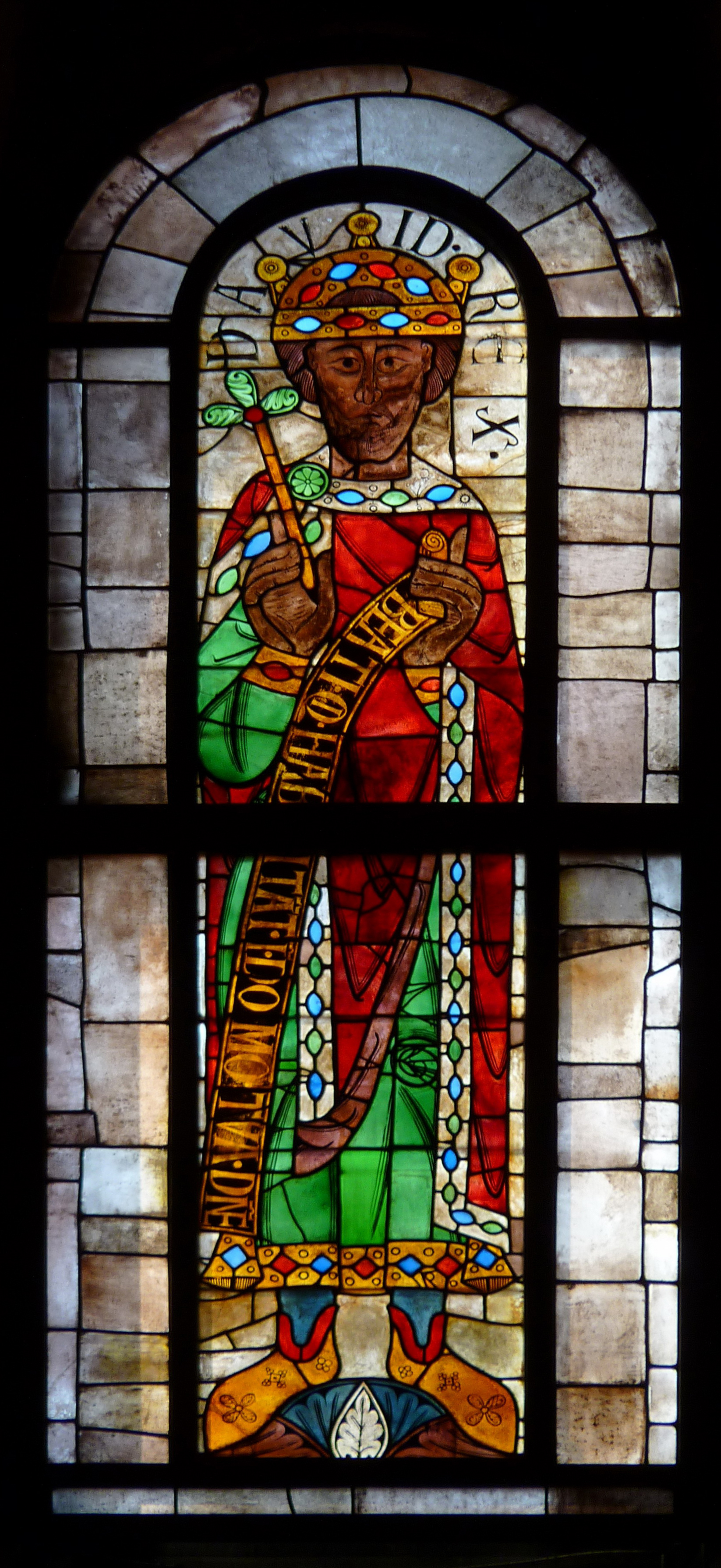
Le roi David.
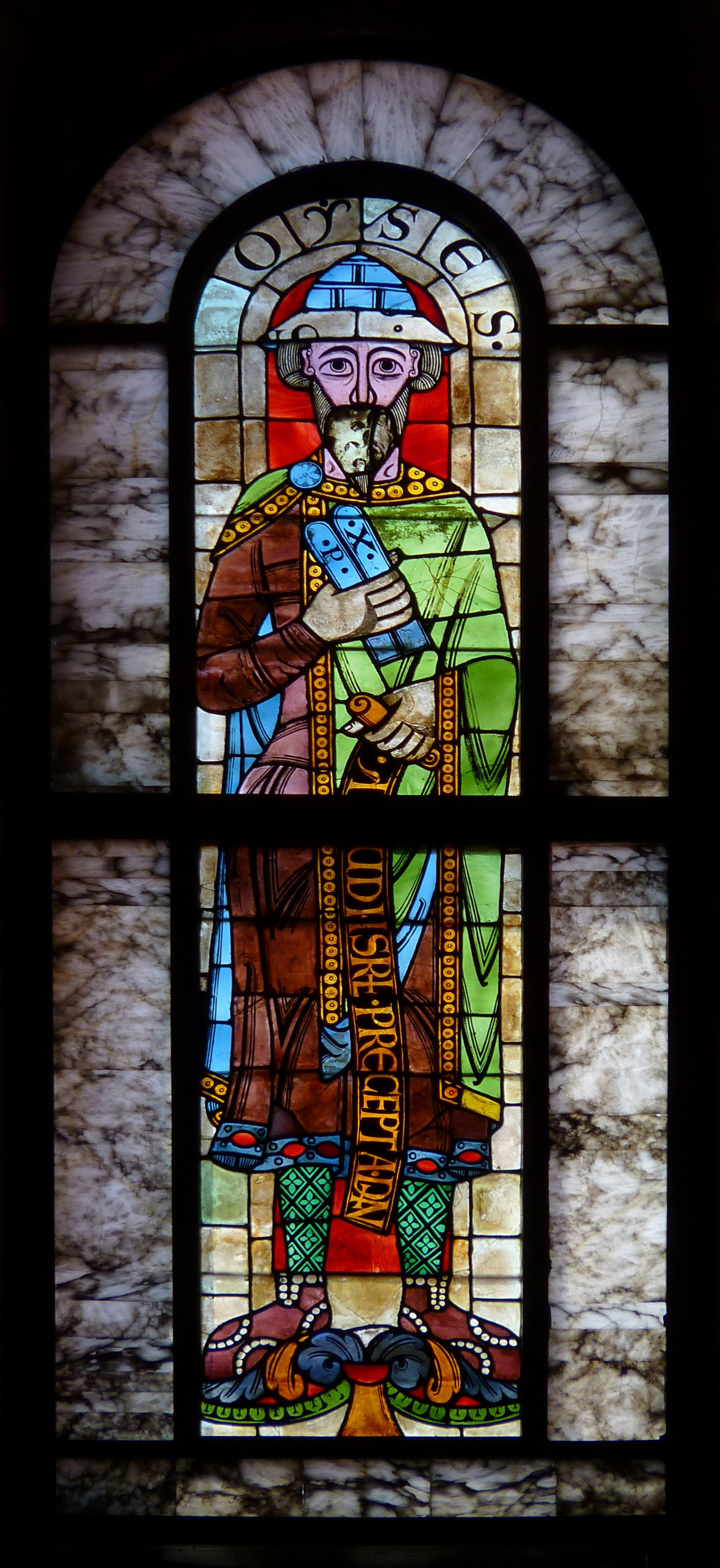
Moïse.

## Peintures

### Scènes de la vie de Marie, par Hans Holbein l'Ancien
La nef conserve des panneaux (1493) de Hans Holbein l'Ancien (né vers 1460 à Augsbourg) sur les autels des quatre piliers orientaux, à l'origine destinés à l'abbaye de Weingarten. Sont représentés le sacrifice de Joachim , la naissance et le passage de Marie au temple, ainsi que la circoncision du Christ.

Panneaux de Hans Holbein l'Ancien : Scènes de la vie de Marie (1493)
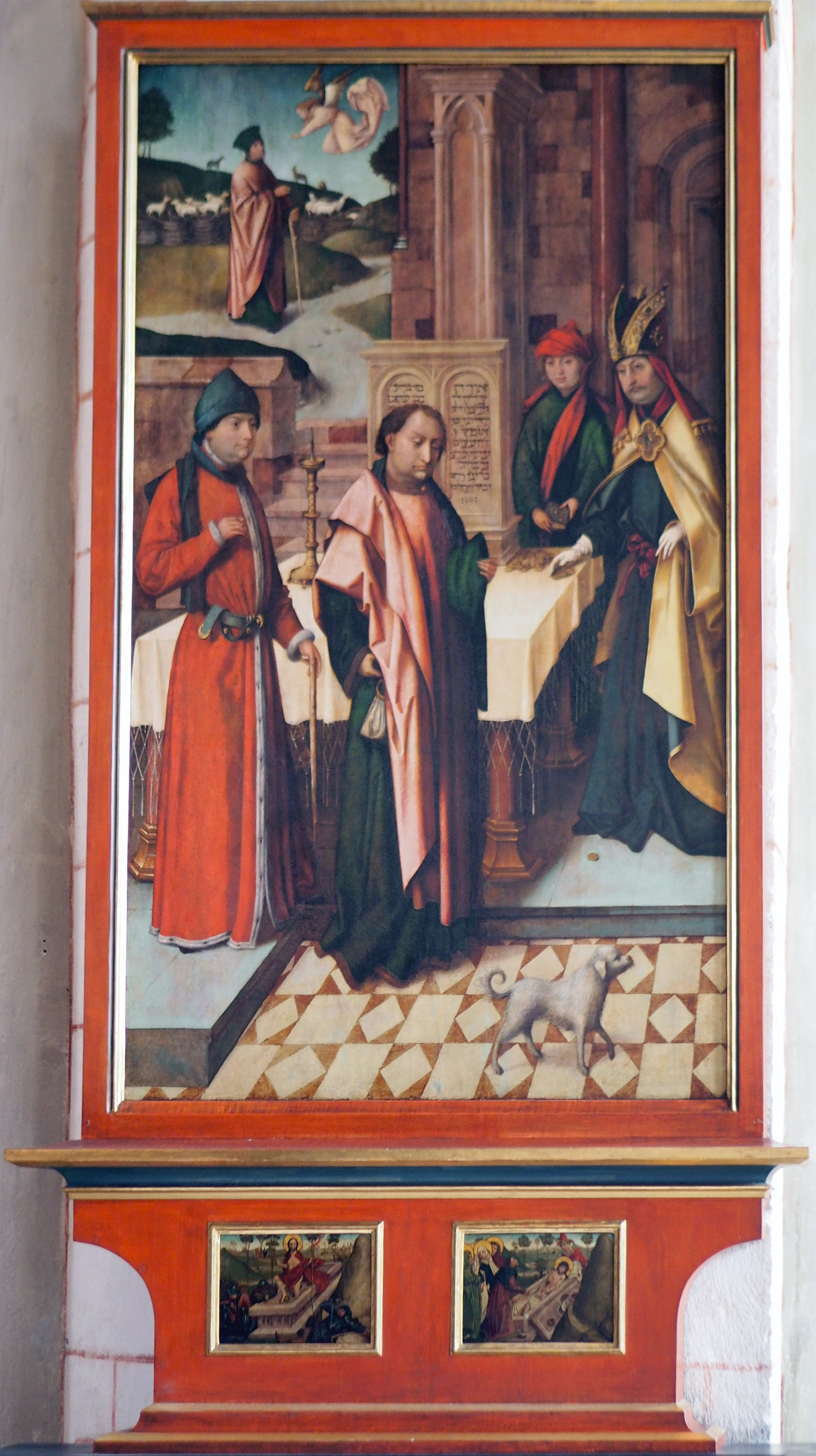
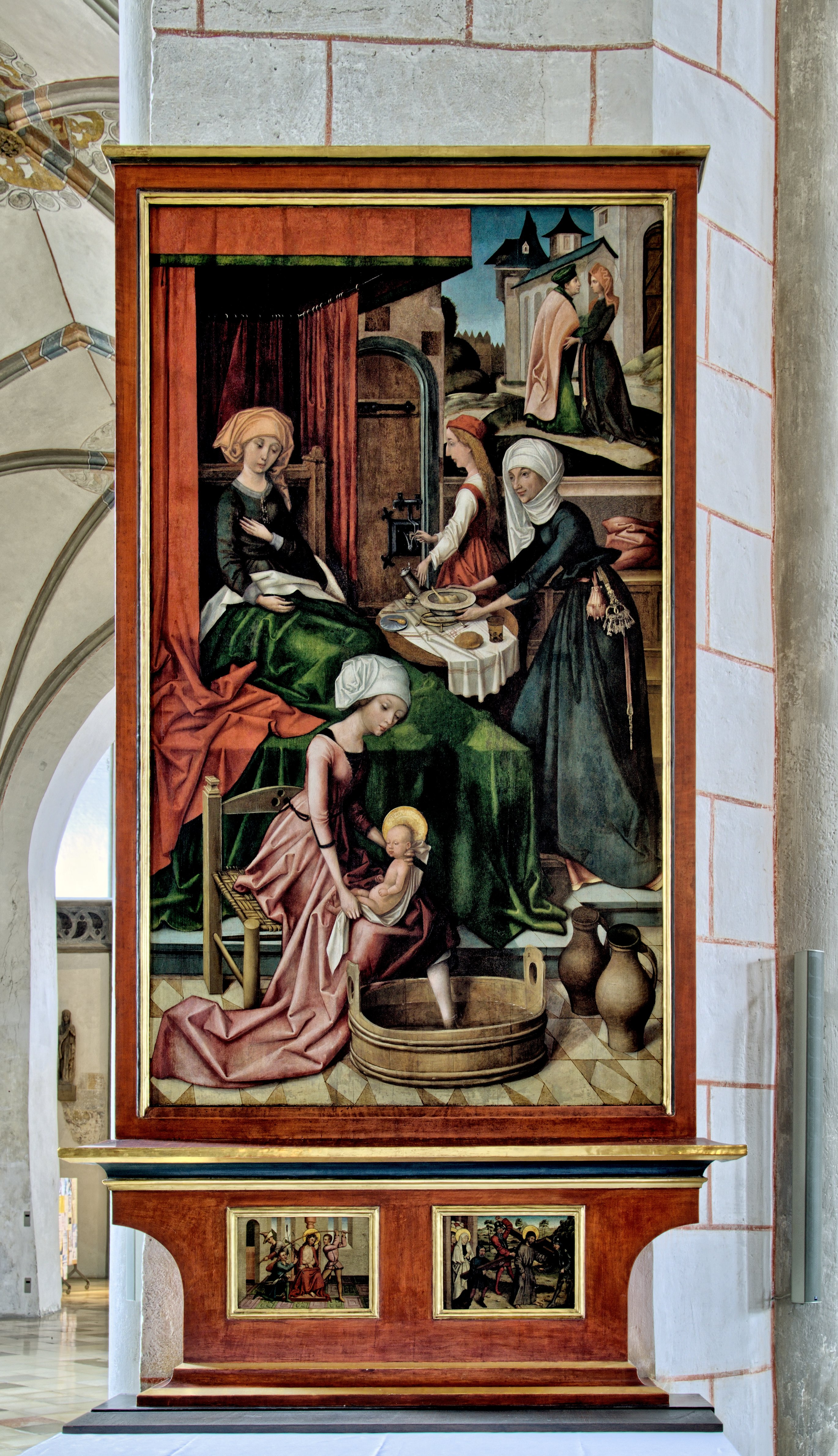
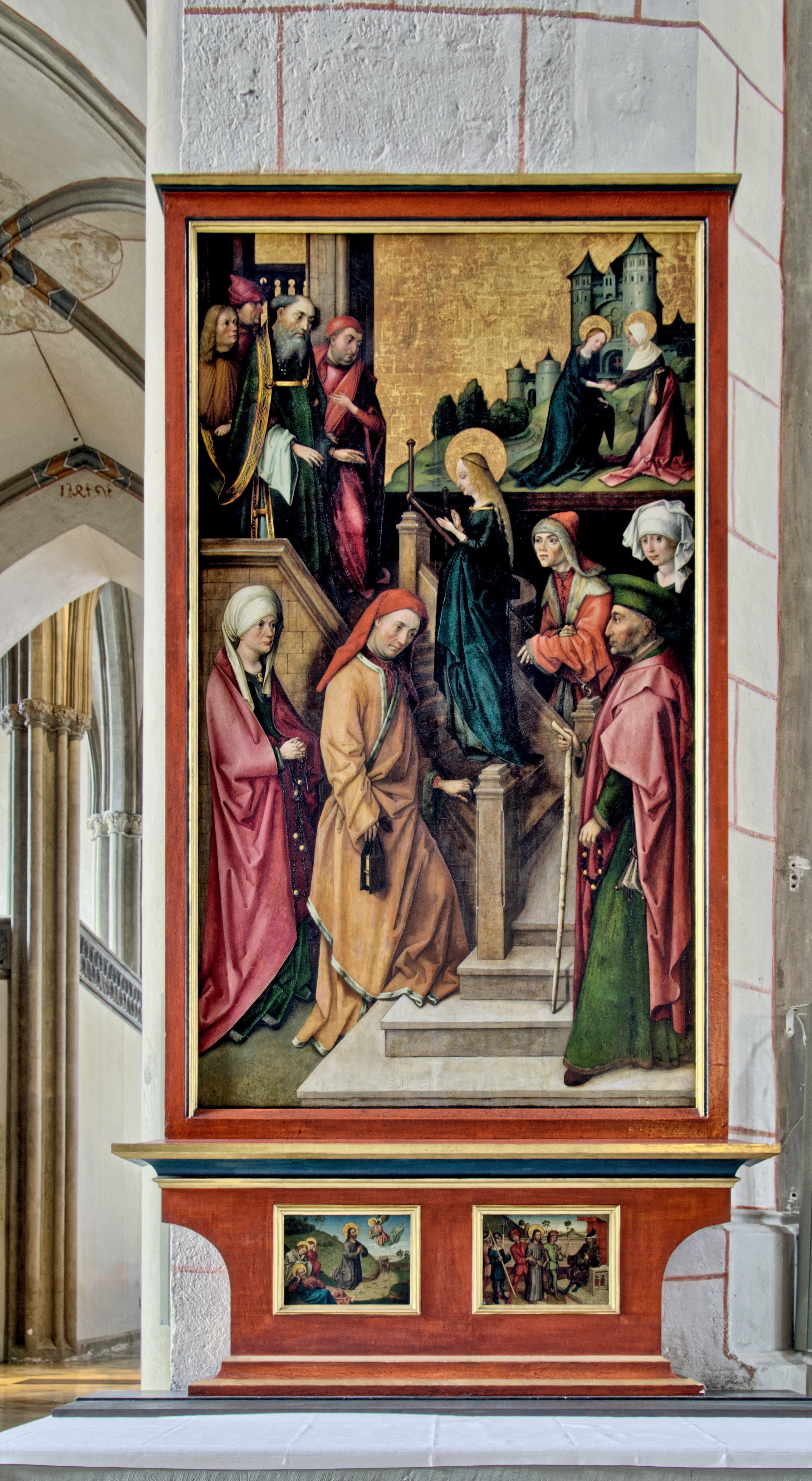
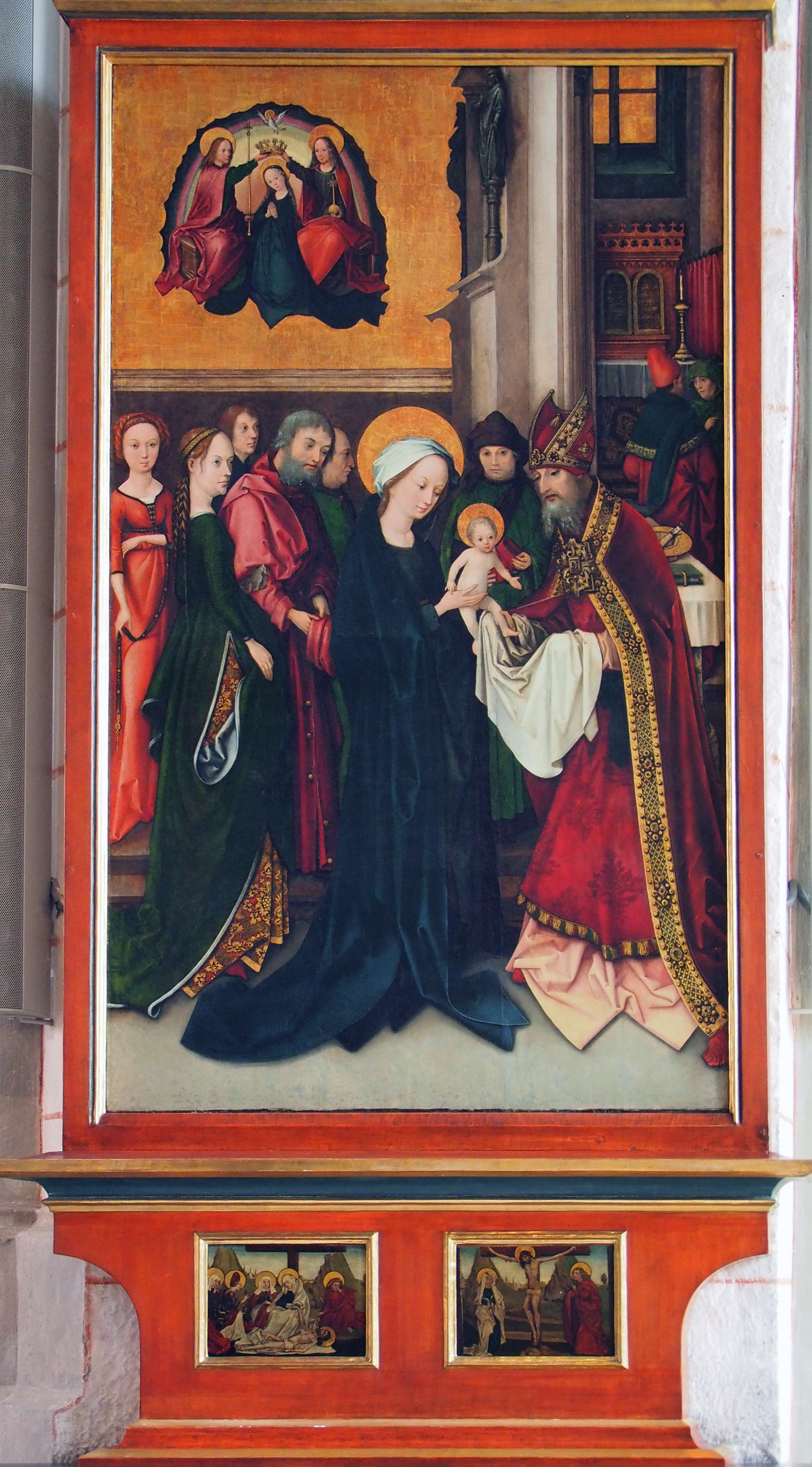